# بياتريز أرتولازابال
بياتريز أرتولازابال هي سياسية إسبانية ينتمي إلى الحزب القومي الباسكي. اعتبارًا من 8 سبتمبر 2020 شغلت منصب وزيرة المساواة والعدالة والسياسات الاجتماعية في حكومة أوركولو الثالثة بقيادة إينيغو أوركولو. من 28 نوفمبر 2016 إلى 8 سبتمبر 2020 شغلت منصب وزيرة التوظيف والسياسات الاجتماعية في حكومة أوركولو الثانية.

## الحياة والتعليم
ولدت في فيتوريا جاستيز عام 1970. وهي حاصلة على درجة البكالوريوس في الاقتصاد وإدارة الأعمال من جامعة إقليم الباسك، وتخصصت في الاقتصاد الدولي والتنمية.

## الحياة المهنية
في عام 2000 أصبحت عضوًا في مجلس مدينة فيتوريا جاستيز. خاضت انتخابات 1999 على بطاقة حزب الباسك الوطني، لكنها فشلت في أن يتم انتخابها. ومع ذلك تم انتخابها لاحقًا لملء منصب شاغر زميل عضو في الحزب. تم انتخابها مرة أخرى بعد انتخابات عام 2003 واستمرت في منصب مستشارة من المعارضة حتى عام 2007.
في عام 2008 تم تعيينها مديرة اقتصادية لمستشفى سانتياغو في فيتوريا جاستيز. استقالت في عام 2011 وعملت كمستشارة تنظيمية من 2011 إلى 2013. من 2012 إلى 2013 كانت عضوًا في الفرع التنفيذي لحزب الباسك الوطني في ألافا. في عام 2013 أصبحت مديرة الشؤون الاقتصادية في خدمة الصحة الباسكية.
غادرت أوساكيديتزا في عام 2015 لتعمل نائبة للخدمات الاجتماعية في مجلس مقاطعة ألافا. استقالت في عام 2016 بعد أن عينها لينداكاري إينيغو أوركولو وزيرة التوظيف والسياسات الاجتماعية لحكومته الثانية. بعد انتخابات إقليم الباسك لعام 2020 واصلت أرتولازابال منصب وزير المساواة والعدالة والسياسات الاجتماعية في حكومة أوركولو الثالثة.